# Bambusina brebissonii
Bambusina brebissonii là một loài Song tinh tảo trong họ Desmidiaceae, thuộc chi Bambusina.